# Hyllus deyrollei
Hyllus deyrollei là một loài nhện trong họ Salticidae.
Loài này thuộc chi Hyllus. Hyllus deyrollei được Hippolyte Lucas miêu tả năm 1858.